# Black Box (popgroep)
Black Box (later: Blackbox) was een Italiaans dancetrio van eind jaren 80 en begin jaren 90, bekend van hun hits Ride on Time en Strike it Up. Hun muziekstijl is te omschrijven als Eurodance. Hun muziek werd ook wel omschreven als Italo House.
De leden van de groep omvatten een trio bestaande uit een club-DJ (Daniele Davoli), een klassiek geschoolde klarinetleraar (Valerio Semplici), en een toetsenbord- en elektronische-muziek-"wiz" (Mirko Limoni). De drie vormden samen met de Franse mannequin Katrin Quinol de act Black Box.

## Geschiedenis
Davoli, Semplici en Limoni troffen elkaar in de wereld van de Italo disco waar ze actief waren als studio producers. In de late jaren tachtig maakten ze onder diverse namen houseplaten. Succesvol waren de projecten Starlight (dat een UK Top 10 hit had in augustus 1989 met "Numero Uno") en Mixmaster, waarmee ze een Britse # 9 hit in november 1989 met het lied 'Grand Piano' scoorden. Wat meer rave was het project Wood Allen. De plaat Airport '89 kwam in 2006 weer onder de aandacht nadat Liam Howlett van The Prodigy de plaat voor zijn Back to mine selecteerde.
Eind 1989 werd het project Black Box begonnen. De eerste single Ride on Time was een hit over de hele wereld, die in vele landen in de top 10 stond, een nummer 1-hit in de UK was en de best verkochte single van 1989. In Ride on Time wordt een sample van de disco hit "Love Sensation" van Loleatta Holloway uit 1978 gebruikt - De titel kwam voort uit het verkeerd verstaan van de tekst “Cause you’re right on time”. "Love Sensation" was geschreven door Dan Hartman, die zich niet realiseerde dat zijn lied werd gesampled door Black Box. Volgens Hartmans advocaat moest Black Box aan Hartman een ruim percentage van de royalty's geven.
Na het eerste succes benaderden ze Martha Wash, zangeres van de Weather Girls. Ze werd gevraagd om de vocals op een aantal tracks te zingen. Haar was verteld dat deze alleen in clubs gebruikt zouden worden en niet voor massa-release. Een van de tracks is Everybody, Everybody die in Noord-Amerika een mega-hit zou worden. Het fotomodel Katrin Quinol playbackte de vocals in "live" performances en muziekvideos voor Black Box. Martha Wash sleepte Black Box, RCA Records en ook C+C Music Factory voor de rechter voor het uitbrengen van haar zang op de respectievelijke tracks waarvoor ze geen credits kreeg.
Naast de singles werd het album Dreamland uitgebracht. Dit werd een groot verkoopsucces en bracht nog hits als Strike it up en de Earth Wind & Fire-cover Fantasy.
Na een tijd van rust, met gemiddeld een single per jaar, werd in 1995 een tweede album uitgebracht. Positive Vibration had meer invloeden uit de Acid jazz. Het werd geen succes. Van de singles wist enkel Not anyone in Nederland een schamele notering in de tipparade te bereiken. Daarna werd de groep gelaten voor wat het was. In dezelfde periode werkten ze ook als Bit Machine. In 1994 maakten ze met de Nederlandse zangeres Daisy Dee het nummer Somebody real. Na 1995 doken de drie producers zo nu en dan afzonderlijk op bij projecten maar echte successen werden er niet meer gemaakt. Wel werd Everybody everybody in 2008 opnieuw een hitje door een remix van Benny Benassi.

## Discografie

### Albums
| Album met eventuele hitnotering(en) in de Nederlandse Album Top 100 | Datum van verschijnen | Datum van binnenkomst | Hoogste positie | Aantal weken | Opmerkingen |
| ------------------------------------------------------------------- | --------------------- | --------------------- | --------------- | ------------ | ----------- |
| Dreamland                                                           | 1991                  | 09-03-1991            | 43              | 24           |             |
| Remixland                                                           | 1991                  | 23-03-1991            | 51              | 14           |             |

### Singles
| Single met eventuele hitnotering(en) in de Nederlandse Top 40 | Datum van verschijnen | Datum van binnenkomst | Hoogste positie | Aantal weken | Opmerkingen         |
| ------------------------------------------------------------- | --------------------- | --------------------- | --------------- | ------------ | ------------------- |
| Ride on time                                                  | 1989                  | 30-09-1989            | 22              | 7            |                     |
| Numero uno                                                    | 1989                  | 14-10-1989            | 21              | 5            | als Starlight       |
| I don't know anybody else                                     | 1990                  | 24-03-1990            | 37              | 3            |                     |
| Fantasy                                                       | 1991                  | 16-02-1991            | 16              | 5            |                     |
| Strike it up                                                  | 1991                  | 11-05-1991            | 7               | 10           |                     |
| Everybody everybody                                           | 1991                  | 28-09-1991            | 32              | 3            |                     |
| Not anyone                                                    | 1995                  | 12-08-1995            | tip11           | -            |                     |
| Everybody everybody                                           | 2008                  | 15-03-2008            | tip2            | -            | Benny Benassi Remix |

| Single met hitnotering(en) in de Vlaamse Ultratop 50 | Datum van verschijnen | Datum van binnenkomst | Hoogste positie | Aantal weken | Opmerkingen |
| ---------------------------------------------------- | --------------------- | --------------------- | --------------- | ------------ | ----------- |
| Ride On Time                                         | 1989                  | 07-10-1989            | 7               | 12           |             |
| I Don't Know Anybody Else                            | 1990                  | 24-02-1990            | 21              | 12           |             |
| Everybody Everybody                                  | 1990                  | 30-06-1990            | 39              | 2            |             |
| Fantasy                                              | 1990                  | 05-01-1991            | 20              | 14           |             |
| Bright On Time                                       | 1990                  | 13-04-1991            | 48              | 1            |             |
| Strike It Up                                         | 1990                  | 01-06-1991            | 13              | 9            |             |